# Giorgi Margvelashvili
Giorgi Margvelashvili (in georgiano გიორგი მარგველაშვილი?; Tbilisi, 4 settembre 1969) è un politico georgiano,  Presidente della Georgia dal 17 novembre 2013 al 16 dicembre 2018.

## Biografia
Giorgi Margvelashvili è nato a Tbilisi da Teimuraz Margvelashvili (nato nel 1938), un ingegnere, e Mzeana Gomelauri (nata nel 1933), una psicologa. Margvelashvili si è laureato presso l'Università Statale di Tbilisi nel 1992, in filosofia. Ha continuato la sua formazione post laurea presso l'Università Centrale Europea a Budapest, Ungheria (1993-1994) e l'Istituto di Filosofia, Accademia Georgiana delle Scienze (1993-1996). Nel 1998, ha conseguito il dottorato di ricerca in filosofia presso l'Università Statale di Tbilisi. Filosofo, è stato due volte il rettore dell'Istituto georgiano degli Affari Pubblici 2000-2006 e di nuovo 2010-2012. Nel mese di ottobre 2012, divenne membro del gabinetto di Bidzina Ivanishvili come Ministro dell'Istruzione e della Scienza della Georgia. Nel febbraio 2013, è stato inoltre nominato Vice Primo Ministro.

### Presidente della Georgia
L'11 maggio 2013 il partito Sogno Georgiano lo indica come candidato alla presidenza per le elezioni presidenziali del 2013. 
Il 27 ottobre 2013 Margvelashvili ha vinto le elezioni presidenziali, ottenendo il 62% dei voti e battendo il Movimento Nazionale Unito, con a capo Davit Bakradze, di circa 40 punti percentuali. Assume ufficialmente la carica il 17 novembre 2013.